# Beurtelings parkeren

Verkeersbord E11

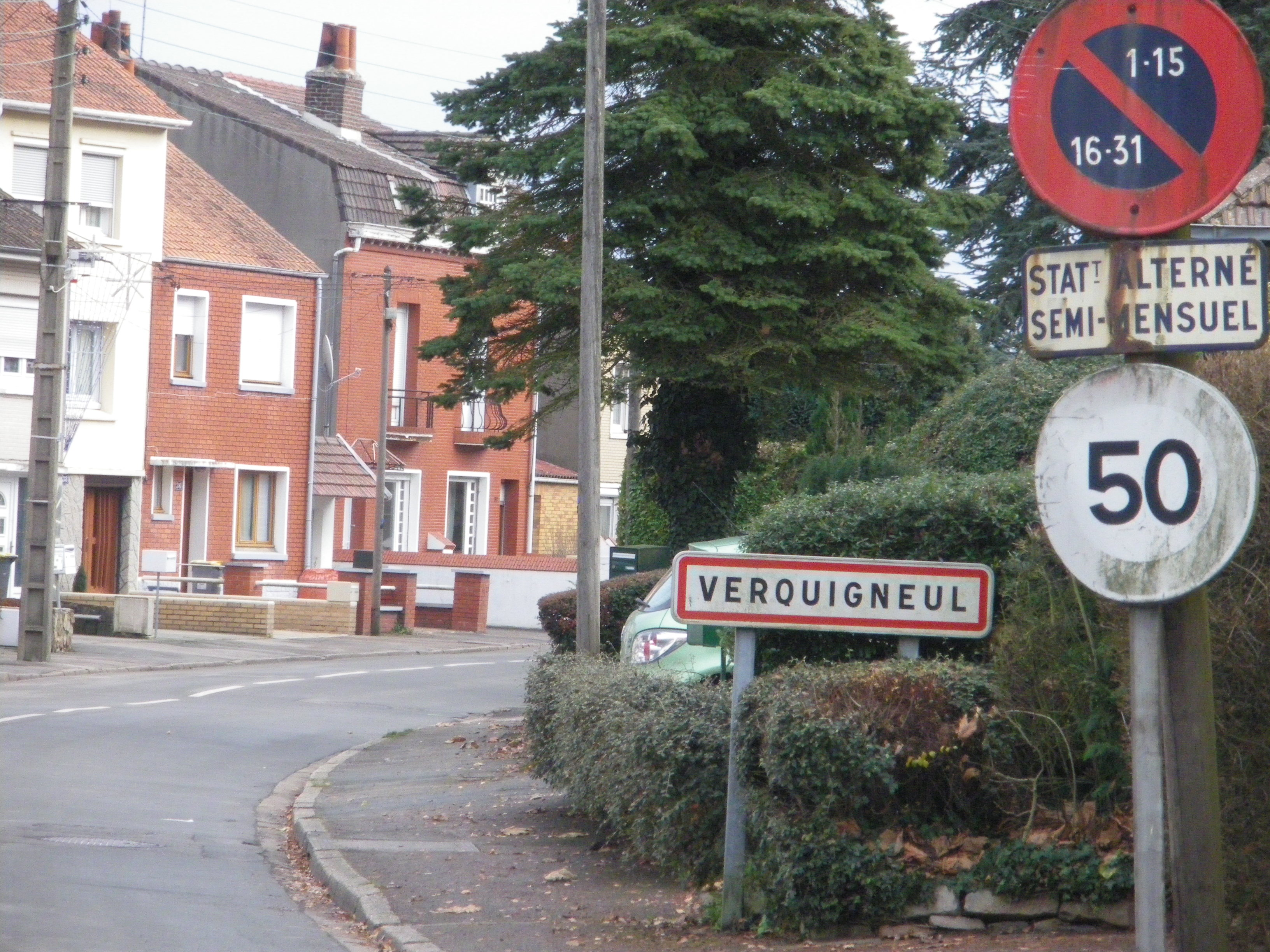
Oud bord voor halfmaandelijks beurtelings parkeren bij het begin van de bebouwde kom van Verquigneul in Frankrijk

Beurtelings parkeren of alternerend parkeren is een reglement voor het parkeren op straat.
In België wordt het halfmaandelijks beurtelings parkeren (Frans: Stationnement alterné semi-mensuel) beschreven in artikel 26 van het "Koninklijk Besluit van 1 december 1975 houdende algemeen reglement op de politie van het wegverkeer en van het gebruik van de openbare weg" (de wegcode). Het beurtelings parkeren is van kracht binnen een volledige bebouwde kom, wanneer boven de verkeersborden die het begin van een bebouwde kom aanduiden het verkeersbord E11 is aangebracht (Een blauwe cirkel met rode rand en schuine dwarsstreep, met in het ene halfvlak in het wit de aanduiding 1-15 en in de andere 16-31). In de praktijk wordt dit vrijwel nooit toegepast en wordt beurtelings parkeren per straat bepaald.
In de nieuwe Code van de Openbare Weg, die de Wegcode vervangt in 2026, wordt beurtelings parkeren echter afgeschaft.
Het beurtelings parkeren houdt in dat men in de eerste helft van de maand (dit is van de 1ste tot de 15de van die maand) enkel op straat mag parkeren langs de kant van de oneven huisnummers. In de tweede helft van de maand (van de 16de tot het einde) mag men enkel langs de kant van de even nummers parkeren. Als er langs één kant van de straat geen huisnummers zijn, komt dat overeen met een oneven nummering langs die zijde wanneer de andere kant even nummers heeft, of omgekeerd. Op de laatste dag van elke periode moet men tussen 19u30 en 20u van kant veranderen. Het beurtelings parkeren geldt niet wanneer men buiten de rijbaan of op anders geregelde parkeerplaatsen gaat staan.
De regeling heeft tot doel om de last van geparkeerde wagens voor de bewoners te verdelen over beide kanten van de straat. Doorheen de jaren is op veel plaatsen de regeling echter afgeschaft, omdat deze vaak niet correct werd toegepast of vergeten, wat tot veel onduidelijkheid en problemen kon leiden. Sommige mensen plaatsen hun wagens langs de verkeerde kant, terwijl anderen de reglementen wel correct naleven. De versmalde doorgangen kunnen zo op diverse plaatsen tot verkeershinder leiden.
Ook in andere landen bestaan gelijkaardige regelingen, bijvoorbeeld in Frankrijk.